# سیدی محمد دلیل
سیدی محمد دلیل (به فرانسوی: Sidi M'Hamed Dalil) یک منطقهٔ مسکونی در مراکش است که در استان شیشاوه واقع شده‌است. سیدی محمد دلیل ۴٬۷۴۹ نفر جمعیت دارد.